# Asociación nacional de baloncesto de Afganistán
La NBAA (por sus siglas en inglés "National Basketball Association of Afghanistan" hasta 2007 Asociación de Baloncesto Aficionado de Afganistán) es el organismo que rige las competiciones de clubes y la Selección Nacional de Afganistán. Pertenece a la asociación continental FIBA Asia.

## Clubes de Primera División (Masculino y Femenino)
- Amniat Club
- Herat Club
- Kabul Club
- Malalay Club
- Moarif Club
- Moarif Club B
- University Club
- Zarghona Club